# Correnti del Partito Democratico (Stati Uniti d'America)
Il Partito Democratico presenta al suo interno diverse  correnti tra loro spesso in contrasto su molteplici questioni. Esse hanno dimostrato fino ad ora di saper coesistere in maniera unitaria senza scissioni. È capitato che singoli esponenti politici del partito abbiano cambiato partito, ma nel complesso tali trasferimenti non hanno intaccato la consistenza del movimento.
Le fazioni interne al Democratic Party possono essere suddivise in tre grandi macroaree: liberal; moderati, conservatori e libertari; minoranze etniche e religiose. È comunque da sottolineare che i confini tra le correnti sono molto sfumati e su alcuni temi è difficile stabilire quale sia la posizione liberale e quale sia quella conservatrice; cionondimeno è doveroso segnalare che non di rado sono divampate polemiche interne, soprattutto nel periodo che va dalla fine della presidenza Clinton all'inizio dell'amministrazione Obama.
Il partito è diviso in tre rami: 
- Un ramo progressista, rappresentato da Alexandria Ocasio-Cortez, Bernie Sanders, Bill de Blasio, Nancy Pelosi, Elizabeth Warren, Howard Dean, Jesse Jackson, Alan Grayson, Al Franken, Dianne Feinstein, Dennis Kucinich e Barack Obama orientati verso una socialdemocrazia di tipo europeo, difendono i diritti delle persone LGBT, il diritto all'aborto e una restrizione del diritto al porto d'armi.
- Un ramo centrista, rappresentato da Joe Biden,  Bill Clinton, Hillary Clinton, Bill Richardson, Mark Warner, Ed Rendell, Jim Webb, Harry Reid e Tim Kaine, sostengono il liberalismo economico e il progresso sociale.
- Un ramo conservatore sul piano fiscale e sociale, meno importante delle altre due, rappresentato dalla Blue Dog Coalition composta tra gli altri da Mary Landrieu, Bob Casey, Jr., Loretta Sanchez e Ben Nelson, che militano per il protezionismo economico, la restrizione dell'aborto e la difesa del diritto al porto d'armi.

## Liberali

### Progressisti
I progressisti tendono ad avere una linea centrista per ciò che concerne la politica economica e una visione fortemente improntata a sinistra per quanto riguarda le tematiche sociali. L'ala progressista è contraria alla guerra in Iraq e rifiuta il conservatorismo politico e sociale; al contrario appoggia l'assistenza sanitaria universale, la modernizzazione delle infrastrutture nazionali e una linea di condotta più energica quando il partito si trova all'opposizione.
Al contrario di molte altre correnti, infatti, quella progressista è molto critica nei confronti del Partito Repubblicano e definisce il governo come uno strumento politico diretto a stabilire l'uguaglianza politica e sociale nel paese. Secondo John B. Judis i giovani lavoratori usciti dai college più prestigiosi sono attualmente più progressisti che repubblicani (al contrario di quanto succedeva negli anni cinquanta) ed essi, essendo figli della rivoluzione culturale degli anni sessanta, tendono ad essere più aperti e di larghe vedute su questioni come i diritti delle donne e la piaga dell'omofobia; da un punto di vista fiscale, però, rimangono sostanzialmente moderati se non conservatori.
Il Congressional Progressive Caucus (CPC) è il più grande caucus democratico degli Stati Uniti, con 83 membri dichiarati (82 democratici e un indipendente). Di esso fanno parte o hanno fatto parte i più importanti esponenti della corrente democratico-progressista: Dennis Kucinich, John Conyers, Jim McDermott, John Lewis, Paul Wellstone, Barbara Lee, Sherrod Brown più l'unico esponente politicamente non affiliato, il "compagno" Bernie Sanders.
Molti progressisti sono i diretti discendenti della corrente New Left, il cui principale rappresentate fu il candidato alla presidenza del 1972 George McGovern; altri sono sostenitori di Howard Dean o lo stesso Kucinich; altri ancora erano in passato militanti dei verdi. Come già accennato, la maggior parte dei progressisti hanno un elevato titolo di studio e sono benestanti: stando a una ricerca del Pew Research Center, il 49% di loro è laureato e il 41% proviene da una famiglia ricca. Quando si presentano alle elezioni, i candidati di questa fazione tendono ad avere il supporto della comunità afroamericana e dei cittadini metropolitani (tranne che nel sud del paese).

### Liberal
I liberal possono essere definiti come esponenti politici di centro-sinistra. A metà strada tra conservatori e progressisti, questa corrente è stata dominante nel partito per alcuni decenni fino a quando, nel 1992, il centrista Bill Clinton riuscì ad ottenere la nomina presidenziale. Rispetto all'ala destra del partito, i liberal hanno generalmente sostenuto un commercio equo, politiche economiche meno conservatrici, una politica estera meno militarista e più attenzione verso i diritti civili.
Gli esponenti di spicco della corrente liberal sono i senatori Barbara Boxer, Russ Feingold, Tom Harkin e la speaker della Camera dei Rappresentanti Nancy Pelosi. Anche le posizioni del defunto Ted Kennedy, inoltre, possono essere incluse in quest'area.

### Laburisti
Fin dagli anni trenta una componente fondamentale del Partito Democratico era assimilabile al mondo del lavoro. Questa corrente laburista gode dell'appoggio dei sindacati, che forniscono una grande quantità di denaro, di quadri per l'organizzazione politica e soprattutto di preferenze spesso utili per vincere nelle città operaie in cui spesso le consultazioni sono in bilico. L'appartenenza sindacale però è in netto calo: se nel 1950 i lavoratori iscritti al sindacato erano il 36%, oggi la percentuale è scesa al 12%. Di essi, il 36% lavora in un'impresa pubblica e il 7,8% fanno parte del settore privato: questa tendenza ha influito con l'evoluzione sindacale, dato che col passare degli anni le imprese non statali sono aumentate e di conseguenza anche gli iscritti alle organizzazioni lavorative sono diminuiti.
Tuttavia, è stato notato che gli iscritti alle unioni sindacali sono degli elettori che non disertano mai le urne, tanto che alle presidenziali del 2004 il 25% degli elettori provenivano da questa galassia. Il fatto che l'astensionismo dei lavoratori sia praticamente assente ha fatto in modo che questa corrente continui ad esercitare un forte potere all'interno del partito.
Le tre principali organizzazioni sindacali legate ai democratici sono la AFL-CIO con 9 milioni di iscritti, la Change to Win Federation con 6 milioni di iscritti e la National Education Association con 3,2 milioni di iscritti quasi tutti facente parte del sistema scolastico. Principali esponenti della corrente laburista sono i senatori Sherrod Brown (che però fa parte del Congressional Progressive Caucus) e Byron Dorgan (di tendenze populiste) nonché l'ex candidato alla vicepresidenza John Edwards.

### Cristiano-sociali
I religiosi di sinistra hanno molti obiettivi in comune con il Partito Democratico ed hanno spesso fatto sentire la loro voce in seno al movimento, anche se il movimento è più piccolo e meno influente rispetto alla destra religiosa, che è generalmente affiliata al Partito Repubblicano.
La sinistra religiosa fa propri i valori del pacifismo ed i suoi militanti provengono sia dal culto cattolico che da quello protestante, in particolare evangelico. Le loro posizioni in materia di giustizia sociale, di distribuzione del benessere, di sanità, di istruzione e di politica estera sono più in linea con il programma dei democratici mentre le loro scelte economiche, improntante sul laissez-faire, seguono l'approccio dei repubblicani. Sono tendenzialmente contrari alla pena di morte e generalmente sui diritti civili si avvicinano alle tendenze progressiste; sulle questioni morali (aborto, eutanasia e diritti gay) la sinistra cristiana è spesso, anche se non sempre, in linea con i democratici ma non manca chi vorrebbe applicare letteralmente alla società i dettami della Bibbia su questi temi.
I cristiano-sociali più noti sono il reverendo Jesse Jackson (candidato democratico alle elezioni presidenziali nel 1984 e del 1988) e il suo collega Al Sharpton (presentatosi alle elezioni presidenziali nel 2004): rispetto al primo, il secondo ha avuto molto meno successo.

## Moderati, conservatori e libertari

### Moderati
La corrente moderata o centrista è probabilmente quella più eterogenea. Da un punto di vista generale si può dire che i moderati, rispetto ai membri delle altre correnti democratiche, siano più propensi a giudicare favorevolmente l'uso della forza militare e a ridurre lo stato sociale: difatti durante gli otto anni di governo Bush hanno approvato sia la riforma del welfare sia il taglio delle tasse proposto dal presidente repubblicano.

#### INew Democrats
Uno dei gruppi moderati più influenti è il Democratic Leadership Council (DLC), un'organizzazione non-profit che vorrebbe vedere il partito allineato alle sue posizioni centriste; i membri del DLC si autodefiniscono "Nuovi Democratici" (New Democrats) ed è solitamente con questo termine che si definiscono i moderati all'interno del partito dell'asinello. Il DLC venne fondato da Al From nel 1985: a un anno di distanza dalla schiacciante vittoria di Ronald Reagan su Walter Mondale, egli riteneva che il Partito Democratico dovesse tentare di riconquistare la Casa Bianca accomunandosi su certi temi al Partito Repubblicano. È però da segnalare che nel periodo in cui il DLC ebbe una grande influenza sul partito i democratici erano in minoranza in entrambe le Camere.
Il DLC dominò sul Partito Democratico dal 1993 al 2005 e in particolare durante la presidenza Clinton (1993-2001), che era stato alla guida anche del gruppo di From (che ne rimane ancora il principale ideologo). Per capirne l'influenza basta un solo dato: tutti i presidenti del Democratic National Committee dal 1992 ad oggi (con l'esclusione di Howard Dean, in sella dal 2005 al 2009) facevano parte anche del Democratic Leadership Council.
Oltre all'ex presidente e governatore dell'Arkansas, sono espressioni della corrente moderata anche Joe Biden, Joe Lieberman (che ha però abbandonato il partito), Hillary Rodham Clinton, Al Gore e Mark Warner nonché l'attuale portavoce del DLC Harold Ford Jr..

### Conservatori
A partire dagli anni ottanta molti dirigenti, provenienti soprattutto dal Sud e dalle regioni di confine, hanno fatto in modo che anche nel Partito Democratico sorgesse un'ala conservatrice. Il loro numero però è diminuito drasticamente quando, durante e dopo la presidenza Reagan, il Partito Repubblicano si è dotato di una più forte struttura nel nord del paese. Negli Stati Uniti ci si riferiva ai democratici conservatori con i termini di yellow dogs, boll weevil e dixiecrat mentre attualmente la locuzione più usata è quella di Democrat In Name Only (Democratici solo di nome, da cui l'acronimo DINO).
Il gruppo parlamentare conservatore più importante è il Blue Dog Coalition, fondato nel 2005: esso riuniva 52 deputati democratici, soprattutto meridionali, fiscalmente di destra e socialmente di centro che erano disposti a compromessi con la leadership repubblicana. Dopo le elezioni di medio termine del 2006, i membri di questo raggruppamento aumentarono di altre nove unità.
I principali esponenti della corrente conservatrice sono Ben Nelson, Zell Miller, John Breaux, Ike Skelton, Gene Taylor, Henry Cuellar, Collin Peterson e Jim Marshall. Ne faceva parte anche l'imprenditore e militare texano Charlie Wilson, uno dei fondatori della Blue Dog Coalition, scomparso il 10 febbraio del 2010. Dopo le presidenziali del 2000 Joe Lieberman si avvicinò molto a questa fazione.
Molti democratici conservatori del Sud sono approdati al partito repubblicano soprattutto a partire dal 1964, anno in cui venne approvato il Civil Rights Act e che simboleggia lo spostamento a sinistra del partito: Strom Thurmond, Billy Tauzin, Kent Hance, Ralph Hall e Richard Shelby sono solo alcuni degli esempi che si potrebbero fare. L'afflusso dei democonservatori nel Partito Repubblicano è considerato la ragione dell'ulteriore spostamento a destra del partito dell'elefante, avvenuto alla fine del XX secolo.
I democonservatori sono strenuamenti contrari all'aborto (appartengono quindi al mondo pro-life) ed alcuni di essi hanno fondato un'organizzazione, emblematicamente chiamata Democrats for Life of America, in cui stigmatizzano l'interruzione volontaria della gravidanza. Il principale politico antiabortista, Bob Casey, Jr., è stato eletto senatore del Partito Democratico alle elezioni di medio termine del 2006. Dopo queste consultazioni un numero cospicuo dei democratici conservatori si è dimostrato favorevole ad adottare misure protezionistiche.

### Libertari
Difensori dei diritti civili e acerrimi nemici dell'aumento del debito pubblico, spesso i libertari hanno appoggiato il Partito Democratico dato che su molti temi come la separazione tra lo Stato e la Chiesa sono più vicini ai democratics che non ai republicans. Si oppongono al controllo delle armi, alla "guerra alla droga", al protezionismo, ai sussidi alle imprese, ai prestiti governativi, alla politica estera interventista, alla tortura, alle intercettazioni telefoniche, alla detenzione cautelare, al Patriot Act e al possesso statunitense della base navale di Guantánamo.
Sono invece favorevoli alla legalizzazione del matrimonio gay e delle droghe leggere, al ritiro dalle truppe dall'Iraq e al neoliberismo. Il portavoce di questa corrente è stato, per molti anni, Mike Gravel che però nel 2008 ha abbandonato il Partito Democratico per aderire a quello Libertario, per poi tornare nelle file dei democratici nel 2010; Jon Tester e Jim Webb sono altresì dei libertari.
Il Democratic Freedom Caucus (DFC) è un gruppo organizzato da questa fazione, anche se i suoi membri si autodefinisco "democratici per la libertà" più che libertari. Il DFC non usa il termine "libertario" sul suo sito internet, perché mentre difende la libertà individuale e un governo dai poteri limitati rivendica una politica economica più progressista rispetto al Partito Libertario. Cio è sicuramente vero in quanto il DFC sostiene che le terre e le risorse naturali sono soggette a leggi economiche fondamentalmente diverse rispetto ai prodotti artificiali (quali macchinari, edifici, ecc.): così la sua visione della libertà economica differisce dalle politiche economiche propugnate. In particolare, i sostenitori del DFC programmano una diminuzione delle tasse per chi produce prodotti biologici e per chi lavora nel settore delle risorse naturali, donde il nome di geolibertari.

## Minoranze etniche e religiose
Una gran parte della base democratica appartiene a minoranze etniche e/o religiose: questa macroarea sono dei forti sostenitori delle affirmative action, ossia quegli strumenti che mirano a ristabilire e promuovere principi di equità razziale, etnica, sessuale e sociale.

### Afro-americani
Originariamente la maggioranza degli afro-americani erano legati al Partito Repubblicano, il cui primo presidente fu Abramo Lincoln, che abolì la schiavitù. Le cose cominciarono a cambiare negli anni Trenta, quando il New Deal di Franklin Delano Roosevelt diede inizio all'assistenzialismo economico per le minoranze, comprese quelle afro-americane e ispaniche. Il supporto che i presidenti democratici John F. Kennedy e Lyndon B. Johnson diedero ai movimenti antirazzisti contribuirono a legare la popolazione afro-americana ai democratici, anche se ciò alienò al partito dell'asinello molti voti conservatori del sud.
Le cifre parlano chiaro: alle elezioni presidenziali del 2000 il 90% degli afro-americani votò per Al Gore e il Partito Democratico, alle consultazioni del 2004 la cifra per John Kerry si aggirò intorno all'88% mentre nel 2008, anno in cui l'afro-americano Barack Obama era candidato in prima persona, si sfiorò l'unanimità col 95%.
Il presidente Obama è sicuramente l'afro-americano più conosciuto; tra gli altri si distinguono Eric Holder, Roland Burris e David Paterson; Carol Moseley Braun è stata la prima donna afro-americana a diventare senatrice.

### Ispanici
La popolazione ispanica (in particolare gli statunitensi di origine messicana del sud, i portoricani e i dominicani del nord-est) fa parte dello "zoccolo duro" del Partito Democratico, probabilmente perché in tema d'immigrazione vi è comunanza d'idee. Alle elezioni presidenziali del 1996 il candidato democratico Bill Clinton ricevette il 72% del voto ispanico.
George W. Bush riuscì per qualche tempo ad attirare alcuni elettori ispanici al Partito Repubblicano ma in seguito l'approvazione di una severa legge sull'immigrazione proveniente dal Messico nel 2005 causò proteste e manifestazioni a livello nazionale che galvanizzarono gli ispanici esortandoli a una maggiore partecipazione politica: nel 2004 Kerry ottenne il 69% del voto ispano-americano (+14% rispetto a Gore quattro anni prima) e nel 2008 Obama confermò il trend con il 67% dei suffragi).
Principale esponente ispanico del Partito Democratico è stato l'ex Governatore del Nuovo Messico Bill Richardson.

### Asiatico-americani
Il Partito Democratico ha anche un forte sostegno nella piccola ma crescente popolazione asiatico-americana: inizialmente questa componente etnica era roccaforte del Partito Repubblicano, dato che alle elezioni presidenziali del 1992 George H. W. Bush ottenne il 55% dei voti asiatici (Bill Clinton ebbe il 31% e Ross Perot il 15%). Originariamente, la stragrande maggioranza della popolazione asiatico-americana consisteva in rifugiati anti-comunisti originari di Vietnam, Cina e Corea del Nord nonché gli oppositori del regime di Ferdinand Marcos nelle Filippine arrivati tra gli anni Sessanta e gli anni Ottanta.
Il Partito Democratico ebbe più del 60% del voto asiatico sia alle presidenziali del 1996 che in quelle del 2000 e del 2004. Ciò è dovuto ai cambiamenti demografici nella comunità asiatico-americana, con un numero crescente di immigrati cinesi e indiani ben istruiti e generalmente protagonisti dell'evoluzione sociale ed economica dei centri progressisti: tendenzialmente la maggioranza degli immigrati provenienti da India e Cina è democratica, mentre filippini e vietnamiti restano in maggioranza ancorati ai repubblicani.
I principali asiatico-americani del Partito Democratico sono Daniel Inouye, Daniel Akaka, Mike Honda, David Wu, Doris Matsui e Norman Mineta.

### Musulmani
Gli islamici sono circa il 2% della popolazione statunitense e l'89% di loro ha votato per Barack Obama alle presidenziali del 2008. I musulmani tendono ad essere economicamente benestanti, in molti nella comunità sono piccoli imprenditori e professionisti; in generale sono socialmente conservatori e prima del 2002 votavano per il Partito Repubblicano proprio per questo.
Dopo gli attentati dell'11 settembre 2001 e la guerra al terrorismo di George W. Bush molti musulmani hanno subito presunte discriminazioni e molti predicatori cristiani nonché esponenti politici di estrema destra hanno attaccato l'Islam affermando che questa religione è violenta e nemica dei valori americani. La comune opposizione alle guerre in Afghanistan e in Iraq ha ulteriormente avvicinato i musulmani al Partito Democratico.
Il sunnita Keith Ellison è il primo musulmano ad essere eletto alla Camera dei Rappresentanti statunitense.

### Ebrei
Le comunità ebraiche votano in maniera massiccia per i democratici: alle elezioni presidenziali del 2004 e a quelle di medio termine del 2006 più del 70% dei semiti votarono per il partito dell'asinello. Attualmente i parlamentari ebrei sono 43: di essi ben 38 sono democratici, cifra che sale a 40 se si considerano anche gli indipendenti Lieberman e Sanders.
I democratici ebrei più famosi sono Dianne Feinstein, Barbara Boxer, Ben Cardin e Carl Levin.

### Nativi americani
Il Partito Democratico ha anche un forte sostegno tra la popolazione dei nativi americani, in particolare in Arizona, Nuovo Messico, Montana, Nord Dakota e Sud Dakota. Tra gli indios d'America che non boicottano le elezioni, il successo democratico è quasi unanime.
L'esponente più famosa di origini native americane (sebbene il padre sia di origine scandinava) è l'attuale Segretaria degli Interni ed ex membro della Camera dei Rappresentanti per il Nuovo Messico Deb Haaland.